# Ferkels großes Abenteuer
Ferkels großes Abenteuer (Originaltitel: Piglet’s Big Movie) ist ein Zeichentrickfilm aus dem Jahr 2003 von Regisseur Francis Glebas und der achte Kinofilm der DisneyToon Studios. Der Film basiert auf den Kinderbüchern Pu der Bär von Alan Alexander Milne.

## Handlung
Im Hundertmorgenwald arbeiten Winnie Puuh, Tigger, Rabbit und I-Aah an einem Plan, um Bienen aus ihrem Bienenstock zu locken und so an deren Honig zu kommen. Als Ferkel hinzukommt, teilt man ihm mit, dass er zu klein wäre, um mithelfen zu können. Die Ausführung ihres Vorhabens scheint allerdings schiefzugehen und nur durch das Eingreifen von Ferkel gelingt es, die Bienen doch noch einzufangen. Die vier loben sich nun gegenseitig für ihren Plan und die erfolgreiche Ausführung, übergehen jedoch die Beteiligung von Ferkel und beachten ihn nicht weiter. Als Ferkel enttäuscht weggeht, bemerken die vier ihn auch nicht. Als die Bienen wieder ausbrechen, flüchten sie in Ferkels Haus. Der ist nicht da, sie finden aber ein Buch mit seinen gezeichneten Erinnerungen. Um Ferkel wiederzufinden, besuchen sie die im Buch beschriebenen Orte. Die Geschichten aus dem Buch erinnern sie dann auch wieder daran, welche großen und mutigen Taten Ferkel für seine Freunde vollbracht hat. Sie verlieren das Buch und als es Puuh zurückholen will, gerät er in Gefahr. Da taucht plötzlich Ferkel auf und rettet Puuh. Alle sind froh, dass Ferkel wieder da ist, und feiern mit ihm zusammen ein Fest.

## Synchronisation
| Originalrollenname | Originalsprecher | Deutscher Rollenname | Deutscher Sprecher    |
| ------------------ | ---------------- | -------------------- | --------------------- |
| Piglet             | John Fiedler     | Ferkel               | Santiago Ziesmer      |
| Winnie the Pooh    | Jim Cummings     | Winnie Puuh          | Michael Rüth          |
| Tigger             | Jim Cummings     | Tigger               | Joachim Kaps          |
| Owl                | Andre Stojka     | Eule                 | Karl Sturm            |
| Kanga              | Kath Soucie      | Kanga                | Ellen Rappus-Eichberg |
| Roo                | Nikita Hopkins   | Ruh                  | Lino Hirthe           |
| Eeyore             | Peter Cullen     | I-Aah                | Tilo Schmitz          |
| Rabbit             | Ken Sansom       | Rabbit               | Gerald Schaale        |
| Christopher Robin  | Tom Wheatley     | Christopher Robin    | Filipe Pirl           |
| Singer             | Carly Simon      | Sängerin             | Ute Becker            |

## Hintergrund
- Nach dem Ende des Zeichentrickfilms beginnen die Endtitel mit einer Realfilm-Sequenz von Carly Simon, die den Titel With a Few Good Friends singt.
- Carly Simon trug acht Musiktitel zum Film bei, zwei weitere Titel stammen von den Sherman-Brüdern.

## Kritiken
- Lexikon des internationalen Films: Der Disney-Zeichentrickfilm entstand in Anlehnung an die "Winnie Puh"-Kinderbücher von A.A. Milne und stellt mit dem kleinen, stets an Selbstbewusstsein krankenden und Anerkennung im Freundeskreis suchenden Schweinchen Ferkel eine der liebenswerten Randfiguren in den Mittelpunkt der episodischen Handlung. Dabei wird auf ebenso kindgerechte wie sympathische Weise von Freundschaft und Solidarität erzählt.[4]
- Carsten Scheibe schrieb auf stern.de: "Ferkels großes Abenteuer" besteht aus mehreren Episoden, die durch eine Rahmenhandlung zusammengehalten werden. Das ist gut für kleine Kinder, da sie einer einzelnen Geschichte über so lange Zeit gar nicht folgen können. Die Geschichten selbst sind ganz ruhig erzählt, sehr bodenständig und absolut nicht gruselig: Albträume entstehen hier keine.[5]
- Susanna Nieder schrieb in Der Tagesspiegel: Wer Puh, Ferkel und Christopher Robin aus den Geschichten und Zeichnungen von A.A. Milne kennt, liebt sie höchstwahrscheinlich für ihre Skurrilität. Bei Disney werden die kleinen britischen Exzentriker aus dem Hundertmorgenwald zu ziemlich tumben Gesellen mit permanentem Fragezeichen in der Stimme. […] Im Großen und Ganzen ist eine sehr amerikanische Geschichte um Freundschaft, Toleranz und andere große Werte herausgekommen. […] Wirklich seltsam ist nur der Nachspann, in dem Carly Simon samt Gitarre in einer Wiese steht, den Titelsong auf Englisch singt und dabei sehr breit lächelt. Das kann nur an Mama und Papa gerichtet sein. Wenn der Nachwuchs sie nicht um den Soundtrack belagert, dann wirkt vielleicht die Popqueen der Achtzigerjahre verkaufsfördernd.[6]

## Auszeichnungen
Der Film war für einen Annie Award 2004 in der Kategorie Outstanding Effects Animation nominiert.